# NGC 1998
NGC 1998 este o galaxie lenticulară situată în constelația Pictorul. A fost descoperită în 28 decembrie 1834 de către John Herschel.